# Vintana
Vintana es un género extinto de mamíferos de la familia Sudamericidae que vivieron en Madagascar hace unos 66 millones de años, durante el Maastrichtiense (finales del Cretácico). En este género solo se incluye una especie, Vintana sertichi. Sus restos fósiles, un cráneo sin mandíbula perteneciente a un animal de gran tamaño, han aparecido en la costa este de la isla. En la publicación hecha por Krause & Hoffman (2023) se describió una vértebra caudal, lo que representa el primer registro del esqueleto postcraneal para esta especie.